# ジョー・プレスティア
ジョー・プレスティア（Jo Prestia、1960年6月5日 - ）は、イタリアの俳優。シチリア島出身。

## 出演作品
- 愛の回帰線　コジモとニコル
- 猟犬たちの夜　そして復讐という名の牙
- ザ・ホード -死霊の大群-
- 13/ザメッティ
- 変態村
- モブ・ザ・ギャング
- アレックス（テニア）
- さよならS
- 天使が見た夢